# Szczepienie przez stosowanie

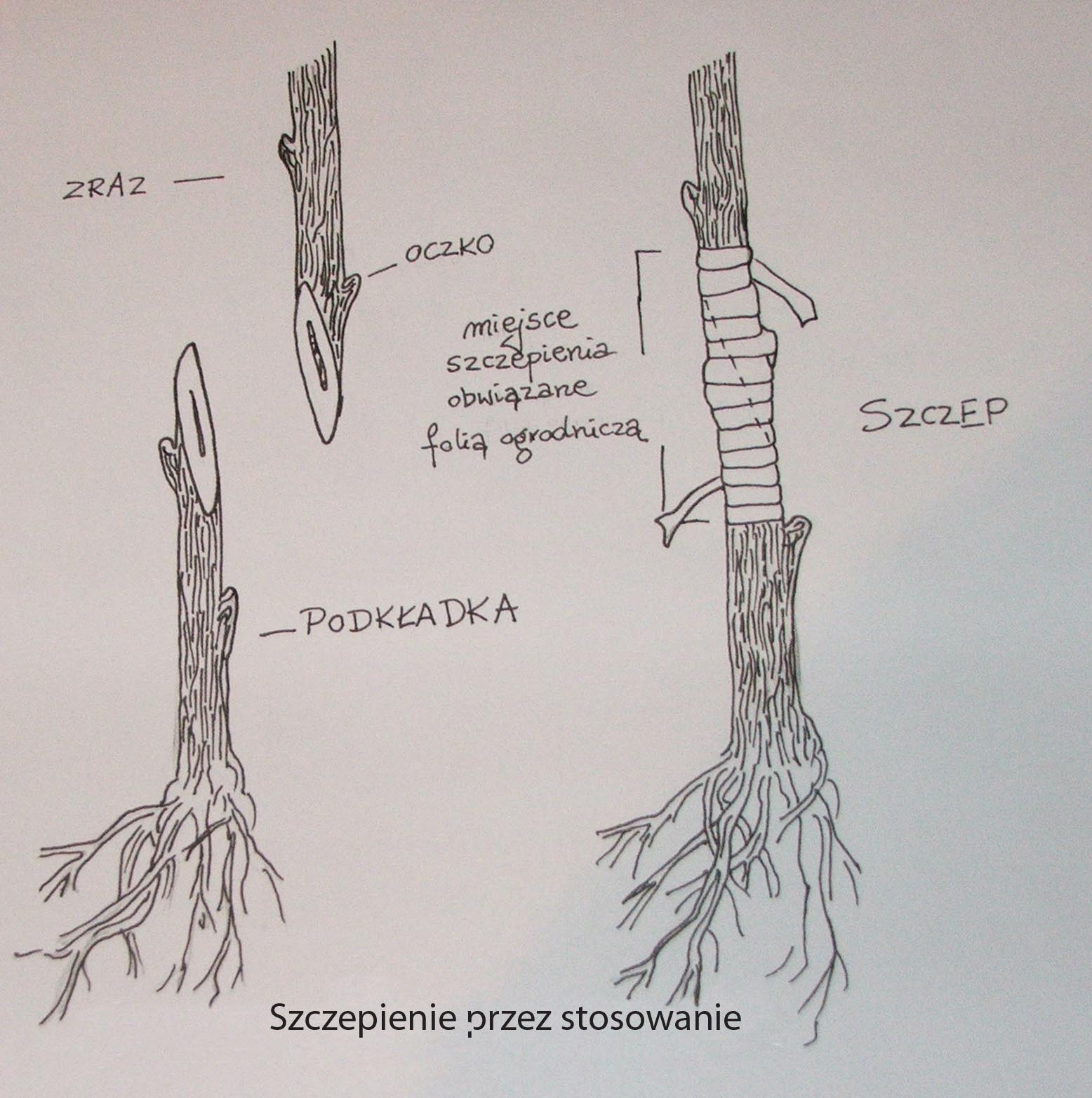
Szczepienie przez stosowanie

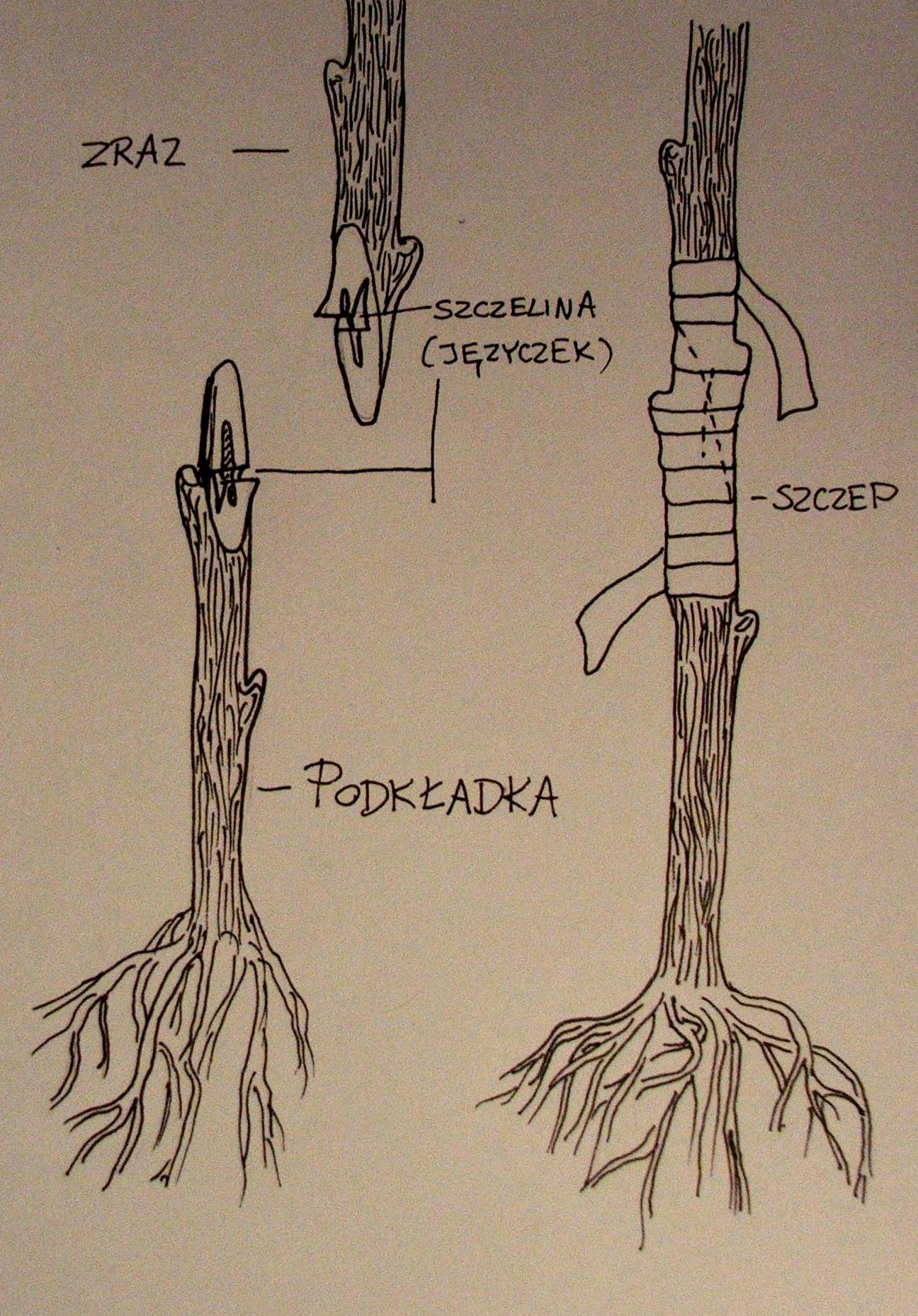
Stosowanie z języczkiem

Szczepienie przez stosowanie, szczepienie przez kopulację – najpowszechniej stosowany sposób szczepienia roślin.
Stosuje się je wtedy, gdy zraz i podkładka są podobnej grubości, aby można było dokładnie dopasować powierzchnie cięcia zraza i ukorzenionej podkładki. Oba te komponenty ścina się ukośnie tak, aby powierzchnia cięcia była możliwie najdłuższa (w przypadku pędów cienkich około 3 cm, u grubych nawet do 10 cm). W ten sposób dopasowane komponenty należy obwiązać folią ogrodniczą. Miejsce szczepienia można też posmarować maścią ogrodniczą. Szczepienia dokonuje się zwykle wczesną wiosną.

## Rodzaje szczepienia przez stosowanie
Oprócz opisanego powyżej zwykłego szczepienia przez stosowanie, w praktyce szczepi się też przez stosowanie z języczkiem. Metoda ta polega na takim nacięciu zraza i podkładki, aby można było oba te komponenty połączyć na większej
powierzchni, przez wykonaną na cięciu ukośnym szczelinę. Po dokonaniu ukośnego cięcia, na zrazie wykonuje się cięcie podłużne poniżej środka cięcia, a na podkładce powyżej środka. W miejscu cięcia skośnego powstaje w ten sposób szczelina, dzięki której oba komponenty można połączyć bardzo precyzyjnie. Warunkiem jest jednak precyzyjne wykonanie cięcia podłużnego. Tak połączone komponenty należy obwiązać folią ogrodniczą. Przy tej metodzie zrastanie komponentów jest lepsze, łatwiej też obwiązać je folią, gdyż są połączone ze sobą bardziej stabilnie. Szczepienie przez kopulację z języczkiem stosuje się u buka, dębu, jawora i jesionu. Istnieją także inne modyfikacje szczepienia przez kopulację.

## Cięcie zraza i podkładki
Cięcia należy wykonać za pomocą specjalnego noża zwanego szczepakiem, który powinien być bardzo ostry i czysty. Cięcia powinno dokonać się jednym pociągnięciem, aby powierzchnia cięcia była możliwie najgładsza.  Istotne jest, aby powierzchnia cięcia nie została zabrudzona, gdyż może to utrudnić lub uniemożliwić zrastanie się zraza z podkładką, z powodu zarażenia.